# ロブ・エリオット
ロバート・”ロブ”・エリオット（Robert "Rob" Elliot 、1986年4月30日 - ）は、イングランド・ロンドン出身の元サッカー選手。サッカー指導者。現役時代のポジションは、ゴールキーパー。

## クラブ経歴
地元クラブであるチャールトン・アスレティックFCの下部組織出身。2004年のトップチーム昇格後、下位クラブへのレンタル移籍で経験を積んだ。
2008年4月のプリマス・アーガイルFC戦で第1キーパーのニッキー・ウェーバーが退場処分を受けたため、急遽途中出場し念願のトップチームデビュー。8月のフットボールリーグカップ・ヨーヴィル・タウンFC戦で初スタメン。2008–09シーズン以降はウェーバーからレギュラーを奪取した。
2011年8月、ニューカッスル・ユナイテッドFCに移籍。9月のフットボールリーグカップ・ノッティンガム・フォレストFC戦で移籍後初出場。
2012-13シーズンはティム・クルルに次ぐ第2GKのポジションになる。2月13日以降はクルルの負傷により正守護神に昇格した。
2015-16シーズンはクルルと新加入のカール・ダーロウに遅れをとったが、10月に両者が故障したため再びポジションを掴んだ。AFCボーンマス戦ではマン・オブ・ザ・マッチに選出されたが、チームは降格した。2016年3月には前十字靭帯を損傷した。
2021年1月28日、ワトフォードFCとシーズン終了までの契約を結んだ。
2022年8月11日、ゲーツヘッドFCに移籍した。

## 代表歴
エリオット自身はイングランドで生まれ育ったが、父親がアイルランドのコーク出身のため、アイルランド代表を選択した。
2014年5月のトルコ戦で初キャップ。

## タイトル
アクリントン
- カンファレンス・ナショナル: 2005-2006

ニューカッスル
- フットボールリーグ・チャンピオンシップ: 2016-17